# Comunidade S8
Comunidade S8 foi uma banda brasileira de rock progressivo, conhecida por ser uma das pioneiras no meio protestante, no país. Formada por jovens da Comunidade S8, uma instituição filantrópica que abrigava viciados em drogas no Rio de Janeiro, o projeto uniu diversos músicos profissionais, sendo, juntamente com Os Cantores de Cristo e Rebanhão, os principais nomes da cena progressiva cristã.
Durante a década de 80, o grupo foi mudando o seu som, afastando-se da vertente progressiva. Vários músicos passaram pelo grupo, como Ernani Maldonado, Fred Vasconcelos e Toney Fontes. A música mais conhecida da Comunidade S8 foi "Nele Você Pode Confiar", gravada pelas bandas Rebanhão (1988) e Milad (1989).
A música "Arca: Festa Evangélica de Arromba" de Janires, gravada no álbum Janires e Amigos (mais tarde, creditado como álbum do Rebanhão), cita a Comunidade S8, mostrando a relevância do grupo na época.

## Discografia
- 1977: O Rio das Águas que Saram
- 1978: Quem Deseja ser Criança?
- 1981: O Que Virá?
- 1983: Apelo à Terra
- 1984: Cantares
- 1989: Pela Liberdade